# Caso de Kesha contra Dr. Luke
Caso de Kesha contra Dr. Luke —Sebert vs. Gottwald— se refiere a una serie de demandas y contrademandas entre la cantante Kesha Rose Sebert (Kesha) y el productor musical Lukasz Sebastian Gottwald (Dr. Luke). Sebert presentó una demanda civil contra Gottwald en octubre de 2014 por infligir angustia emocional, crímenes de odio por razón de sexo y discriminación laboral. Gottwald presentó una demanda en el Tribunal Supremo de Nueva York en la que demandó a Sebert y a su madre, Rosemary Patricia «Pebe» Sebert, por difamación e incumplimiento de contrato.
Gottwald ha negado todas las acusaciones. En los documentos legales presentados en apoyo de su demanda por difamación contra Sebert, afirma que Sebert y su madre hicieron «declaraciones difamatorias en un intento de extorsionar a Gottwald [Dr. Luke] para que liberara a Kesha de su contrato de grabación exclusivo». Esta demanda en Nueva York resultó en la suspensión de una demanda en California en la que Kesha afirmaba que Dr. Luke era responsable de acoso sexual, misoginia, acoso civil, violación de las leyes de California contra prácticas comerciales desleales, infligir angustia emocional (tanto intencional como negligente), y retención y supervisión negligente. En su contrademanda en Nueva York, Kesha alega que Dr. Luke la abusó «sexual, física, verbal y emocionalmente» desde el inicio de su relación profesional. La demanda alegaba que él la drogó y violó en dos ocasiones, hizo amenazas contra Kesha y su familia, y la llamó con nombres despectivos.
El 19 de febrero de 2016, se denegó la solicitud de Kesha de una orden judicial preliminar. Kesha apeló la decisión el mes siguiente. El 6 de abril de 2016, la jueza de Nueva York Shirley Kornreich, cuyo esposo es abogado en un bufete con representantes como Sony (la discográfica de Kesha), desestimó todas las contrademandas de Kesha contra Dr. Luke. Kesha y su equipo legal apelaron la decisión de la orden judicial, y el 7 de junio de 2016, Kesha fue grabada en una declaración detallando todas las acusaciones.
El 22 de junio de 2023, Kesha y Dr. Luke emitieron una declaración conjunta diciendo que habían llegado a un acuerdo.

## Antecedentes
En septiembre de 2013, un fan de Kesha inició una petición para «liberar» a la cantante de la gestión de Dr. Luke, acusándolo de obstaculizar el crecimiento creativo de la artista. La petición recibió más de 10 000 firmas. Más tarde, en el documental Kesha: My Crazy Beautiful Life, se reveló que Kesha tenía poco control creativo sobre su álbum Warrior y que algunas canciones fueron omitidas del álbum en contra de su voluntad. Kesha había escrito más de 70 canciones para Warrior, pero Dr. Luke desechó muchas de ellas. El codirector de My Crazy Beautiful Life, Steven Greenstreet, tuiteó una foto en noviembre de fanáticos en primera fila en uno de los conciertos de Kesha llevando pancartas con el mensaje «F**k Dr. Luke». La madre de Kesha, Pebe, culpó a Dr. Luke por la falta de participación creativa de su hija y expresó su deseo de que Kesha fuera liberada de su contrato con RCA Records.

## Demanda judicial
En octubre de 2014, Kesha demandó a Dr. Luke por agresión sexual y abuso físico, acoso sexual, violencia de género, abuso emocional y violación de las prácticas comerciales de California, que habían ocurrido durante los 10 años que trabajaron juntos. Ella afirma que Dr. Luke la drogó repetidamente, tuvo contacto sexual con ella, con y sin su consentimiento, y que su abuso le causó un trastorno alimentario. Kesha pidió al tribunal que rompiera su contrato con Dr. Luke. En respuesta, Dr. Luke presentó una contrademanda contra Kesha por difamación, acusándola a ella, a su madre y a su equipo de gestión de fabricar las acusaciones de abuso para romper su contrato con él. A principios de diciembre, Dr. Luke presentó una demanda por difamación contra el abogado de Kesha, Mark Geragos, acusándolo de insinuar que Luke había violado a Lady Gaga. El equipo de Gaga negó tal incidente. Kesha también acusó a Dr. Luke de violar a Katy Perry. Tanto Perry como Dr. Luke negaron esta acusación, y un juez dictaminó que no había evidencia que respaldara la versión de Kesha. Más tarde, en diciembre, los abogados de Luke enmendaron la denuncia oficial en la demanda por difamación para introducir elementos adicionales, incluida una tarjeta de cumpleaños escrita a mano por Kesha en 2009. El abogado de Luke afirmó que la tarjeta es de varios años después de que Kesha afirmara que él comenzó a abusar de ella. Otras adiciones incluyeron varios correos electrónicos entre Dr. Luke y la madre de Kesha, donde esta última le escribía: «Eres parte de nuestra familia». Dr. Luke también acusó a Jack Rovner, presidente de Vector Management, de «antipatía de larga data» hacia él, alegando que Rovner quiere más dinero y control sobre la carrera de Kesha.
El 18 de febrero de 2015, durante la Semana de la Moda de Nueva York, Kesha usó un vestido de Discount Universe con las palabras «You Will Never Own Me» en la parte delantera de la prenda, lo que al menos una fuente de medios especuló que era una clara indirecta a Dr. Luke en medio de la recuperación de Kesha. El 9 de junio de 2015, se informó que Kesha enmendó su demanda contra Dr. Luke y agregó una demanda contra Sony Music Entertainment, con el abogado de Kesha afirmando que «la propensión de Dr. Luke por la conducta abusiva era abierta y obvia para los ejecutivos de [Sony Music Entertainment], quienes ya sea conocían la conducta y miraban hacia otro lado, no investigaron la conducta de Dr. Luke, no tomaron ninguna medida correctiva o ocultaron activamente el abuso de Dr. Luke». Kesha solicitó una orden judicial contra Sony para evitar trabajar y lanzar música con Dr. Luke y para obtener mayor libertad artística. El abogado de Kesha, Mark Geragos, respondió sobre la orden judicial diciendo: «Ella no puede trabajar con productores de música, editores o discográficas para lanzar nueva música. Sin nueva música para interpretar, Kesha no puede hacer giras. Fuera de la radio y el escenario y fuera del ojo público, Kesha no puede vender mercancía, recibir patrocinios o conseguir atención mediática. El valor de su marca ha caído, y a menos que el Tribunal emita esta orden judicial, Kesha sufrirá un daño irreparable, hundiendo su carrera más allá del punto de no retorno».

## Declaración de Kesha grabada en vídeo
Antes de su batalla legal contra Dr. Luke, Kesha había jurado bajo juramento en 2011 que el productor nunca la había agredido ni drogado en una declaración para una demanda contra sus antiguos gerentes de DAS Communications. Esta fue una pieza clave de evidencia que jugó un papel en la negación de la orden judicial por parte del tribunal. Kesha y sus abogados afirmaron que las declaraciones hechas en la declaración eran falsas y el resultado del miedo, el abuso, el acoso y el síndrome de trauma por violación (C-PTSD).

## Juicio

### Febrero de 2016: La jueza deniega la medida cautelar

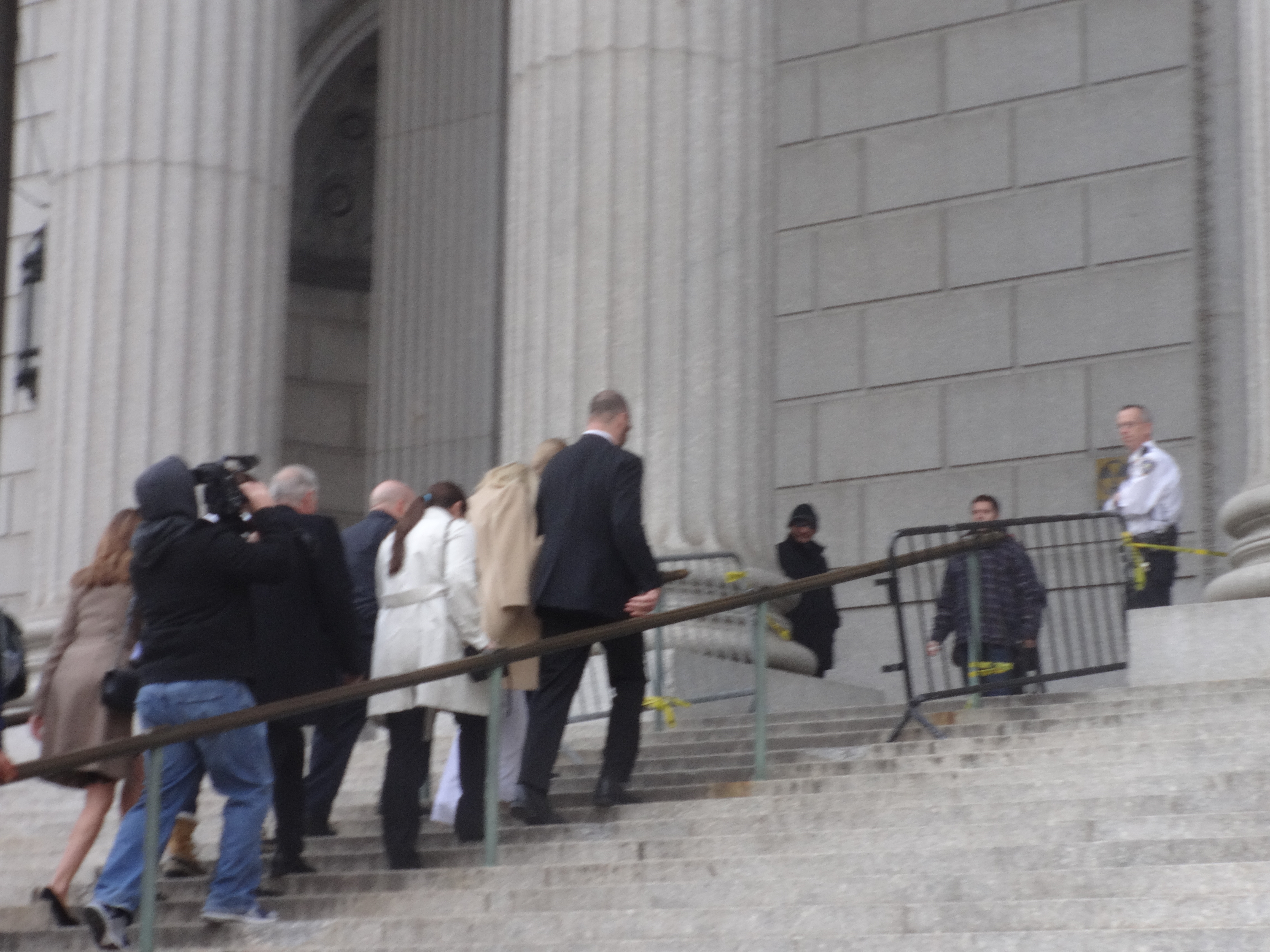
Kesha llegando al Tribunal Supremo del Estado de Nueva York.

El 19 de febrero de 2016, la jueza del Tribunal Supremo de Nueva York, Shirley Kornreich, falló en contra de la solicitud de Kesha de una orden judicial preliminar que la liberaría de su contrato con Kemosabe Records, un sello propiedad de Lukasz Gottwald, también conocido como Dr. Luke, bajo el paraguas de Sony Music Entertainment. La decisión se tomó después de que la jueza le dijera a su abogado, Mark Geragos, que esencialmente estaba «pidiendo al tribunal que desmantelara un contrato que fue fuertemente negociado y típico de la industria». En 2011, Kesha declaró oficialmente que Dr. Luke nunca la había drogado ni tocado durante una declaración en un caso contra sus antiguos gerentes de DAS Communications. Según la defensa, Gottwald ya había invertido $60 millones en su carrera y también ofreció permitir que la cantante cumpliera su contrato y grabara sin su participación. La jueza también citó lo que consideraba vaguedades en las contrademandas de Kesha, refiriéndose a la falta de documentación o registros hospitalarios que respaldaran el supuesto ataque.
El veredicto provocó protestas fuera del tribunal por parte de los seguidores de Kesha y dio inicio al movimiento en línea «#FreeKesha». En respuesta a la campaña en línea, Dr. Luke tuiteó: «No violé a Kesha y nunca he tenido relaciones sexuales con ella. Kesha y yo fuimos amigos durante muchos años y ella era como mi hermana pequeña». Agregó además que la demanda estaba «motivada por dinero». El 24 de febrero de 2016, Scott A. Edelman, un abogado que representaba a Sony, declaró: «Sony está haciendo todo lo posible para apoyar a la artista en estas circunstancias, pero legalmente no puede rescindir el contrato del cual no es parte». La razón es que Kasz Money, una empresa de Dr. Luke, firmó el contrato inicial con Kesha en 2005. La empresa licenció el contrato a varias subsidiarias de Sony Music, como RCA/Jive y Kemosabe Records, pero retuvo su propiedad. El 21 de marzo, Kesha apeló la denegación.
Se informaron reportes de una supuesta oferta hecha a Kesha después del fallo. Kesha hizo publicaciones en redes sociales afirmando que se le ofreció libertad del contrato de grabación con la condición de que retirara las acusaciones de violación y drogas y se disculpara públicamente por mentir. Según las publicaciones de Kesha, ella rechazó el acuerdo y dijo que la verdad no puede ser retractada. Un portavoz de Dr. Luke negó que se hubiera ofrecido un acuerdo.

### Abril de 2016: Una jueza desestima todas las demandas de Kesha por abusos
El 6 de abril de 2016, la jueza de Nueva York Shirley Kornreich desestimó las demandas de Kesha por agresión sexual, acoso sexual y violencia de género. Kornreich escribió: «Aunque la [demanda] de Kesha alega que fue abusada sexual, física y verbalmente por Gottwald durante una década, solo describe dos casos específicos de abuso físico/sexual. Y el evento más reciente descrito supuestamente ocurrió en 2008, por lo que cae fuera del plazo de prescripción». Kornreich desestimó la acusación de crimen de odio de Kesha porque los documentos «no alegan que Gottwald albergara animosidad hacia las mujeres o que estuviera motivado por animosidad de género cuando supuestamente actuó violentamente hacia Kesha [...] no todas las violaciones son un crimen de odio motivado por el género». La demanda de Kesha por imposición intencional de angustia emocional fue desestimada por Kornreich porque «las afirmaciones sobre insultos a su valor como artista, su apariencia y su peso no son suficientes para constituir una conducta extrema y escandalosa intolerable en una sociedad civilizada».

### Agosto de 2016: Kesha retira los cargos en Los Ángeles
Más de 18 meses después de presentar los primeros cargos, Kesha retiró su caso de abuso sexual en Los Ángeles (mientras continuaba con su demanda en Nueva York), aclarando que «esta demanda ha sido tan pesada para mi espíritu que antes era libre, y solo puedo rezar para algún día volver a sentir esa felicidad». Kesha declaró que quería lanzar música para sus fanáticos. Finalmente, lanzó el sencillo «Praying» el 6 de julio de 2017 bajo el sello discográfico de Dr. Luke, Kemosabe Records, y su tercer álbum, Rainbow, fue lanzado el 11 de agosto de 2017, también bajo Kemosabe. Los críticos de la jueza Shirley Kornreich han destacado el matrimonio de la jueza con el abogado Ed Kornreich, quien es socio de Proskauer Rose, el bufete de abogados que representa a Sony/RCA.

### Marzo de 2017
La jueza del Tribunal Supremo de Nueva York, Shirley Kornreich, se negó a enmendar el caso original de Kesha en marzo de 2017. Kornreich contradijo la afirmación de que cualquier supuesto abuso habría sido imprevisible, citando la declaración de Kesha de que este comportamiento comenzó cuando se conocieron en 2005.

### Febrero de 2020
La jueza dictaminó que Kesha «hizo una declaración falsa a Lady Gaga sobre Gottwald que era difamatoria per se». La jueza agregó: «No hay ninguna evidencia de que [Dr. Luke] violara a Katy Perry». El fallo estableció que Kesha incumplió su contrato con KMI, el sello discográfico de Dr. Luke, y como resultado de eso está obligada a pagar a KMI «intereses previos al juicio por $373 671 dólares estadounidenses».

### Abril de 2021
Un panel dividido de jueces de la División de Apelaciones del Tribunal Supremo del estado de Nueva York dictaminó que Dr. Luke no era una figura pública, declarando: «Aunque es un productor musical aclamado y conocido en la industria del entretenimiento, no es un nombre familiar». Este fallo fue significativo porque las figuras públicas deben cumplir con un alto estándar legal para probar que han sido difamadas.

### Junio de 2021
En una argumentación oral, el juez dictaminó que la ley de libertad de expresión recientemente establecida en Nueva York se aplica a este caso. Como resultado, Dr. Luke debe demostrar que Kesha actuó con malicia y la cantante podrá buscar indemnización por la batalla si gana el juicio.

### Febrero de 2023
Se fijó una fecha de juicio para febrero de 2023. En noviembre de 2022, un juez reasignó la fecha del juicio al 26 de julio de 2023.

### Junio de 2023: Final
El Tribunal de Apelaciones de Nueva York dictaminó que Dr. Luke es, en efecto, una figura pública limitada. Dr. Luke debe demostrar una vez más que Kesha actuó con malicia y ella puede presentar su contrademanda Anti-SLAPP y recuperar los honorarios por el litigio que comenzó en 2020. Sin embargo, no puede recuperar los honorarios de 2014 a 2020 debido a que la ley fue enmendada en 2020.
Kesha y Dr. Luke emitieron una declaración conjunta el 22 de junio de 2023, diciendo que han llegado oficialmente a un acuerdo, aproximadamente un mes antes de que el caso fuera a juicio. En su declaración, Kesha dice que, aunque no recuerda todo lo que sucedió la noche del supuesto abuso, espera poder seguir adelante con su vida y desea paz a todas las partes involucradas. Dr. Luke continuó negando las afirmaciones originales de Kesha en su declaración. Los detalles del acuerdo no fueron revelados.

## Reacciones
Antes del fallo de febrero de 2020 en contra de Kesha, numerosos famosos comentaron sobre el conflicto. En 2016, George Takei escribió: «Este fallo es un ejemplo desafortunado y preocupante de favorecer a las corporaciones sobre las personas». El productor Brad Walsh tuiteó: «Forzar a una mujer a trabajar con su violador, o a trabajar para que su violador se beneficie, es un fracaso de la justicia». También en 2016, Lena Dunham escribió un artículo expresando su solidaridad con Kesha.
Varios músicos expresaron su apoyo a Kesha a través de Twitter. Miley Cyrus y Margaret Cho publicaron una foto de Fiona Apple sosteniendo un cartel que decía: «Kesha—estoy tan enojada por ti. Ellos estaban equivocados. Lo siento mucho» en Instagram. Jack Antonoff y Zedd también se ofrecieron a producir y trabajar con Kesha, con el último de ellos posteriormente produciendo su canción «True Colors». Mientras aceptaba un trofeo en los Brit Awards, Adele declaró: «También me gustaría aprovechar este momento para apoyar públicamente a Kesha». La cantautora Taylor Swift donó $250 000 dólares para ayudar con las necesidades financieras de Kesha, algo que la cantante Demi Lovato criticó públicamente. Lady Gaga, Iggy Azalea, Lilly Singh, Alessia Cara, Ariana Grande, Lily Allen, Kelly Clarkson, Lorde, Haim, Marina Diamandis y otros artistas apoyaron a Kesha a través de las redes sociales.
La revista estadounidense The Atlantic criticó la presencia de Dr. Luke en la música mainstream tras las demandas, escribiendo que el ascenso de Doja Cat ha señalado una rápida rehabilitación de la carrera de Dr. Luke, mientras que originalmente la misma industria fue lenta en reaccionar a las acusaciones originales. Por el contrario, la presentadora de televisión Wendy Williams se puso en contra de Kesha en el fallo, diciendo en una entrevista: «Desafortunadamente, los negocios son los negocios, y parece justo. Si todo el mundo se quejara porque alguien supuestamente los abusó sexualmente y los estaba estafando, entonces los contratos se romperían todo el tiempo». Después de que Kesha publicara en Instagram que le habían «ofrecido libertad contractual de Dr. Luke si retiraba sus acusaciones de abuso sexual, pero que ella se negó», Williams cambió de opinión y se disculpó con Kesha, explicando que «desafortunadamente, mucha gente miente sobre la violación, así que solo estaba siendo escéptica».